# Bhogapuram Airport

i7
i11
i13

Der Alluri Sitarama Raju International Airport, auch als Bhogapuram Airport bekannt, ist ein im Bau befindlicher Flughafen in Bhogapuram im Distrikt Vizianagaram, Andhra Pradesh, Indien. Der Flughafen soll von GMR Visakhapatnam International Airport Limited betrieben werden. Der Betrieb soll 2026, nach Abschluss  der ersten  Bauphase, aufgenommenen werden. Der Flughafen ist nach dem indischen Unabhängigkeitsrevolutionär und Freiheitskämpfer Alluri Sitarama Raju benannt.

Fortschritte des Flughafens Alluri Sitharama Raju über ein Jahr hinweg mit Satellitenbildern von 9 verschiedenen Daten (2023/2024)

## Hintergrund und Planung
Die Planung für den Flughafen begann 2015, als die Airports Authority of India (AAI) die technische Genehmigung für den Standort erteilte. Der Flughafen wurde als Ersatz für den bestehenden Flughafen Visakhapatnam konzipiert, der aufgrund seiner militärischen Nutzung nur begrenzt internationale Flüge abwickeln kann.

## Bau und Entwicklung
Die Grundsteinlegung erfolgte am 14. Februar 2019. Der Greenfield-Flughafen wird auf einer Fläche von etwa 2203 Hektar errichtet und soll in drei Phasen ausgebaut werden. Die erste Phase, die bis 2026 abgeschlossen sein soll, wird eine Kapazität von 6 Millionen Passagieren pro Jahr bieten. Der Flughafen wird über eine 3800 Meter lange Start- und Landebahn verfügen und ist mit modernsten Einrichtungen wie einem Wartungszentrum (MRO) ausgestattet. Die TATA-Gruppe hat 2024 angekündigt, dass sie 20 Hotels in der Nähe des Flughafens bauen will und sich bei der Bezirksverwaltung um ein Grundstück bemüht.

## Bedeutung und Infrastruktur
Der Projektstandort ist 44 km von Visakhapatnam, 23 km von Vizianagaram und 64 km von Srikakulam entfernt. Der Flughafen soll hauptsächlich die Bezirke Nord-Andhra und Süd-Odisha bedienen und soll ein wichtiger Knotenpunkt für Verbindungen und Arbeitsplätze in der Region werden. Der geplante Flughafen ist derzeit über den National Highway 16 und den National Highway 26 angebunden und wird in Zukunft auch über den Vizag Beach Corridor und die Vizag Metro erreichbar sein. Die Andhra Pradesh State Road Transport Corporation (APSRTC) plant den Einsatz von Verbindungsbussen zu den nahe gelegenen Städten. Der nächstgelegene Bahnhof ist der 26 km entfernte Vizianagaram-Knotenpunkt.

## Zukunftsperspektiven
Nach seiner Fertigstellung soll der Flughafen eine entscheidende Rolle bei der Förderung der regionalen Wirtschaft und des Tourismus spielen. Die langfristige Kapazität des Flughafens wird auf 18 Millionen Passagiere pro Jahr geschätzt.